# Kuggörarna
Kuggörarna este o arie protejată (arie specială de conservare — SAC, sit de importanță comunitară — SCI) din Suedia întinsă pe o suprafață de 50,8 ha, integral pe uscat.

## Localizare
Centrul sitului Kuggörarna este situat la coordonatele 61°42′09″N 17°31′08″E / 61.7025°N 17.5189°E.

## Înființare
Situl Kuggörarna a fost declarat sit de importanță comunitară în decembrie 1995 pentru a proteja un număr necunoscut de specii din flora spontană și fauna sălbatică aflate în arealul zonei. Situl a fost protejat și ca arie specială de conservare în martie 2011.

## Biodiversitate
Situată în ecoregiunile boreală și marină baltică, aria protejată conține 4 habitate naturale: Taiga vestică, Litoraluri nisipoase din Baltica boreală cu vegetație perenă, Vegetație perenă pe țărmurile stâncoase, Lagune de coastă.
La baza desemnării sitului se află un număr nedeclarat de specii protejate.